# Chronologie de la science-fiction
Ceci est une chronologie de la science-fiction, c'est-à-dire des événements liés à la science-fiction.

XXIe siècle - XXe siècle - XIXe siècle
2020 - 2010 - 2000 - 1990 - 1980 - 1970 - 1960 - 1950 - 1940 - 1930 - 1920 - 1910 - 1900 - 1890 - 1880 - 1870 - 1860 - 1850 - 1840 - 1830 - 1820 - 1810 - 1800 - 1790 - 1780 - 1770 - 1760

## XXIesiècle

### Années 2020
- 2026 en science-fiction
- 2025 en science-fiction
- 2024 en science-fiction
- 2023 en science-fiction
- 2022 en science-fiction
- 2021 en science-fiction
- 2020 en science-fiction

### Années 2010
- 2019 en science-fiction
- 2018 en science-fiction
- 2017 en science-fiction
- 2016 en science-fiction
- 2015 en science-fiction
- 2014 en science-fiction
- 2013 en science-fiction
- 2012 en science-fiction
- 2011 en science-fiction
- 2010 en science-fiction

### Années 2000
- 2009 en science-fiction
- 2008 en science-fiction
- 2007 en science-fiction
- 2006 en science-fiction
- 2005 en science-fiction
- 2004 en science-fiction
- 2003 en science-fiction
- 2002 en science-fiction
- 2001 en science-fiction
- 2000 en science-fiction

## XXesiècle

### Années 1990
- 1999 en science-fiction
- 1998 en science-fiction
- 1997 en science-fiction
- 1996 en science-fiction
- 1995 en science-fiction
- 1994 en science-fiction
- 1993 en science-fiction
- 1992 en science-fiction
- 1991 en science-fiction
- 1990 en science-fiction

### Années 1980
- 1989 en science-fiction
- 1988 en science-fiction
- 1987 en science-fiction
- 1986 en science-fiction
- 1985 en science-fiction
- 1984 en science-fiction
- 1983 en science-fiction
- 1982 en science-fiction
- 1981 en science-fiction
- 1980 en science-fiction

### Années 1970
- 1979 en science-fiction
- 1978 en science-fiction
- 1977 en science-fiction
- 1976 en science-fiction
- 1975 en science-fiction
- 1974 en science-fiction
- 1973 en science-fiction
- 1972 en science-fiction
- 1971 en science-fiction
- 1970 en science-fiction

### Années 1960
- 1969 en science-fiction
- 1968 en science-fiction
- 1967 en science-fiction
- 1966 en science-fiction
- 1965 en science-fiction
- 1964 en science-fiction
- 1963 en science-fiction
- 1962 en science-fiction
- 1961 en science-fiction
- 1960 en science-fiction

### Années 1950
- 1959 en science-fiction
- 1958 en science-fiction
- 1957 en science-fiction
- 1956 en science-fiction
- 1955 en science-fiction
- 1954 en science-fiction
- 1953 en science-fiction
- 1952 en science-fiction
- 1951 en science-fiction
- 1950 en science-fiction

### Années 1940
- 1949 en science-fiction
- 1948 en science-fiction
- 1947 en science-fiction
- 1946 en science-fiction
- 1945 en science-fiction
- 1944 en science-fiction
- 1943 en science-fiction
- 1942 en science-fiction
- 1941 en science-fiction
- 1940 en science-fiction

### Années 1930
- 1939 en science-fiction
- 1938 en science-fiction
- 1937 en science-fiction
- 1936 en science-fiction
- 1935 en science-fiction
- 1934 en science-fiction
- 1933 en science-fiction
- 1932 en science-fiction
- 1931 en science-fiction
- 1930 en science-fiction

### Années 1920
- 1929 en science-fiction
- 1928 en science-fiction
- 1927 en science-fiction
- 1926 en science-fiction
- 1925 en science-fiction
- 1924 en science-fiction
- 1923 en science-fiction
- 1922 en science-fiction
- 1921 en science-fiction
- 1920 en science-fiction

### Années 1910
- 1919 en science-fiction
- 1918 en science-fiction
- 1917 en science-fiction
- 1916 en science-fiction
- 1915 en science-fiction
- 1914 en science-fiction
- 1913 en science-fiction
- 1912 en science-fiction
- 1911 en science-fiction
- 1910 en science-fiction

### Années 1900
- 1909 en science-fiction
- 1908 en science-fiction
- 1907 en science-fiction
- 1906 en science-fiction
- 1905 en science-fiction
- 1904 en science-fiction
- 1903 en science-fiction
- 1902 en science-fiction
- 1901 en science-fiction
- 1900 en science-fiction

## XIXesiècle

### Années 1890
- 1899 en science-fiction
- 1898 en science-fiction
- 1897 en science-fiction
- 1896 en science-fiction
- 1895 en science-fiction
- 1894 en science-fiction
- 1893 en science-fiction
- 1892 en science-fiction
- 1891 en science-fiction
- 1890 en science-fiction

### Années 1880
- 1889 en science-fiction
- 1888 en science-fiction
- 1887 en science-fiction
- 1886 en science-fiction
- 1885 en science-fiction
- 1884 en science-fiction
- 1883 en science-fiction
- 1882 en science-fiction
- 1881 en science-fiction
- 1880 en science-fiction

### Années 1870
- 1879 en science-fiction
- 1878 en science-fiction
- 1877 en science-fiction
- 1876 en science-fiction
- 1875 en science-fiction
- 1874 en science-fiction
- 1873 en science-fiction
- 1872 en science-fiction
- 1871 en science-fiction
- 1870 en science-fiction

### Années 1860
- 1869 en science-fiction
- 1868 en science-fiction
- 1867 en science-fiction
- 1866 en science-fiction
- 1865 en science-fiction
- 1864 en science-fiction
- 1863 en science-fiction
- 1862 en science-fiction
- 1861 en science-fiction
- 1860 en science-fiction

### Années 1850
- 1859 en science-fiction
- 1858 en science-fiction
- 1857 en science-fiction
- 1856 en science-fiction
- 1855 en science-fiction
- 1854 en science-fiction
- 1853 en science-fiction
- 1852 en science-fiction
- 1851 en science-fiction
- 1850 en science-fiction

### Années 1840
- 1849 en science-fiction
- 1848 en science-fiction
- 1847 en science-fiction
- 1846 en science-fiction
- 1845 en science-fiction
- 1844 en science-fiction
- 1843 en science-fiction
- 1842 en science-fiction
- 1841 en science-fiction
- 1840 en science-fiction

### Années 1830
- 1839 en science-fiction
- 1838 en science-fiction
- 1837 en science-fiction
- 1836 en science-fiction
- 1835 en science-fiction
- 1834 en science-fiction
- 1833 en science-fiction
- 1832 en science-fiction
- 1831 en science-fiction
- 1830 en science-fiction

### Années 1820
- 1829 en science-fiction
- 1828 en science-fiction
- 1827 en science-fiction
- 1826 en science-fiction
- 1825 en science-fiction
- 1824 en science-fiction
- 1823 en science-fiction
- 1822 en science-fiction
- 1821 en science-fiction
- 1820 en science-fiction

### Années 1810
- 1819 en science-fiction
- 1818 en science-fiction
- 1817 en science-fiction
- 1816 en science-fiction
- 1815 en science-fiction
- 1814 en science-fiction
- 1813 en science-fiction
- 1812 en science-fiction
- 1811 en science-fiction
- 1810 en science-fiction

### Années 1800
- 1809 en science-fiction
- 1808 en science-fiction
- 1807 en science-fiction
- 1806 en science-fiction
- 1805 en science-fiction
- 1804 en science-fiction
- 1803 en science-fiction
- 1802 en science-fiction
- 1801 en science-fiction
- 1800 en science-fiction

### Années 1790
- 1799 en science-fiction
- 1798 en science-fiction
- 1797 en science-fiction
- 1796 en science-fiction
- 1795 en science-fiction
- 1794 en science-fiction
- 1793 en science-fiction
- 1792 en science-fiction
- 1791 en science-fiction
- 1790 en science-fiction

### Années 1780
- 1789 en science-fiction
- 1788 en science-fiction
- 1787 en science-fiction
- 1786 en science-fiction
- 1785 en science-fiction
- 1784 en science-fiction
- 1783 en science-fiction
- 1782 en science-fiction
- 1781 en science-fiction
- 1780 en science-fiction

### Années 1770
- 1779 en science-fiction
- 1778 en science-fiction
- 1777 en science-fiction
- 1776 en science-fiction
- 1775 en science-fiction
- 1774 en science-fiction
- 1773 en science-fiction
- 1772 en science-fiction
- 1771 en science-fiction
- 1770 en science-fiction

### Années 1760
- 1769 en science-fiction
- 1768 en science-fiction
- 1767 en science-fiction
- 1766 en science-fiction
- 1765 en science-fiction
- 1764 en science-fiction
- 1763 en science-fiction
- 1762 en science-fiction
- 1761 en science-fiction
- 1760 en science-fiction

### Années 1700
- 1709 en science-fiction
- 1708 en science-fiction
- 1707 en science-fiction
- 1706 en science-fiction
- 1705 en science-fiction
- 1704 en science-fiction
- 1703 en science-fiction
- 1702 en science-fiction
- 1701 en science-fiction
- 1700 en science-fiction

### Années 1670
- 1679 en science-fiction
- 1678 en science-fiction
- 1677 en science-fiction
- 1676 en science-fiction
- 1675 en science-fiction
- 1674 en science-fiction
- 1673 en science-fiction
- 1672 en science-fiction
- 1671 en science-fiction
- 1670 en science-fiction

### Années 1660
- 1669 en science-fiction
- 1668 en science-fiction
- 1666 en science-fiction
- 1665 en science-fiction
- 1664 en science-fiction
- 1663 en science-fiction
- 1662 en science-fiction
- 1661 en science-fiction
- 1660 en science-fiction

### Années 1620
- 1629 en science-fiction
- 1628 en science-fiction
- 1627 en science-fiction
- 1626 en science-fiction
- 1625 en science-fiction
- 1624 en science-fiction
- 1623 en science-fiction
- 1622 en science-fiction
- 1621 en science-fiction
- 1620 en science-fiction